# Yekaterina Kátnikova
Yekaterina Kátnikova –en ruso, Екатерина Катникова– (22 de marzo de 1994) es una deportista rusa que compite en luge en la modalidad individual. Ganó dos medallas de oro en el Campeonato Mundial de Luge de 2020, en las pruebas individual y velocidad individual.

## Palmarés internacional
| Campeonato Mundial | Campeonato Mundial | Campeonato Mundial | Campeonato Mundial     |
| Año                | Lugar              | Medalla            | Prueba                 |
| ------------------ | ------------------ | ------------------ | ---------------------- |
| 2020               | Sochi (Rusia)      | Medalla de oro     | Individual (velocidad) |
| 2020               | Sochi (Rusia)      | Medalla de oro     | Individual             |